# Fregata aquila
El rabihorcado de Ascensión, fragata de Ascensión  o avefragata de Ascensión (Fregata aquila) es una especie de ave suliforme de la familia Fregatidae. Nidifica y se dispersa en el océano Atlántico tropical.

## Taxonomía
Esta especie monotípica fue descrita originalmente por Carlos Linneo en el año 1758, bajo el nombre científico de: Pelecanus aquilus. Su localidad tipo es: «isla Ascensión».
Esta especie posee un plumaje muy similar a otras avefragatas, a las cuales se parece también en su tamaño, salvo con el rabihorcado chico (Fregata ariel), que es menor. Tiene una banda pectoral parda y un espolón axilar blanco. Los juveniles muestran una cabeza blanca y un cuello posterior claramente blanco, sin tonos rojizo-amarronados.

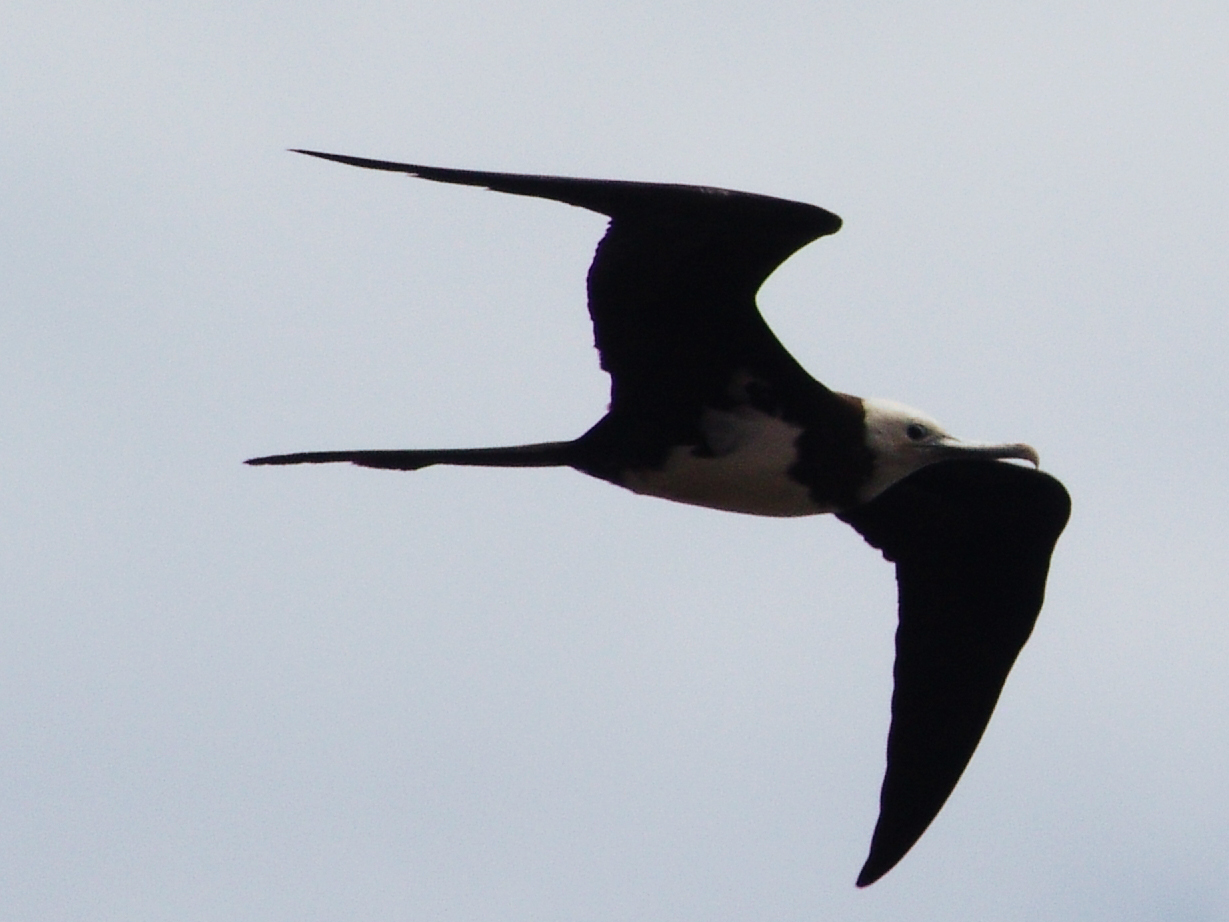
Rabihorcado de ascensión en pleno vuelo.

## Distribución
Se distribuye en la isla Ascensión y sus aguas circundantes, así como también en la isla Santa Elena, y en el archipiélago de Tristán de Acuña. Nidifica en las laderas rocosas del pequeño islote Boatswainbird, una empinada roca de cumbre plana a sólo 250 m de la costa noreste de la isla Ascensión, en la cual antiguamente también se reproducía, aunque allí fue exterminado por la persecución humana, y en especial por la introducción de predadores: gatos y ratas pardas. Un proyecto que busca exterminar a los gatos asilvestrados ha logrado que en el año 2012 una pareja reproductora haya vuelto a nidificar en la isla de Ascensión.
Al igual que con otras avefragatas, sus movimientos fuera de la temporada de cría son poco conocidos debido a los problemas de identificación que posee este género, pero se cree que ocurre en aguas exteriores de África occidental. Probablemente pasa mucho tiempo lejos de la isla, habiéndose reportado como vagante en Escocia y en toda la costa oeste de África, desde el golfo de Guinea hasta la desembocadura del río Congo.

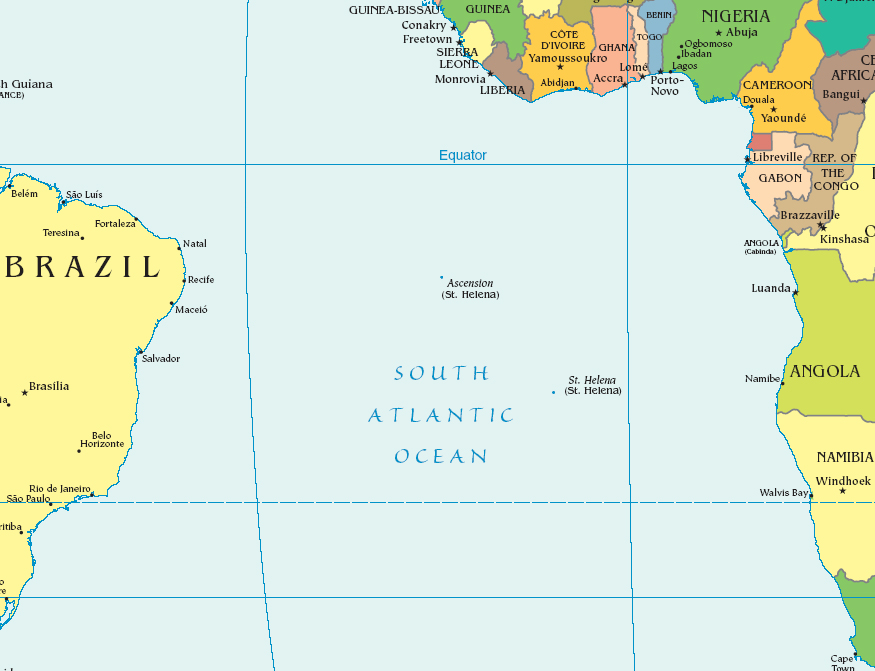
Mapa del océano Atlántico tropical, el hábitat de esta especie.

## Costumbres
Se alimenta principalmente de peces, aunque también captura pequeñas tortugas. Casi nunca acuatiza, por lo que siempre captura sus presas en vuelo.

## Conservación

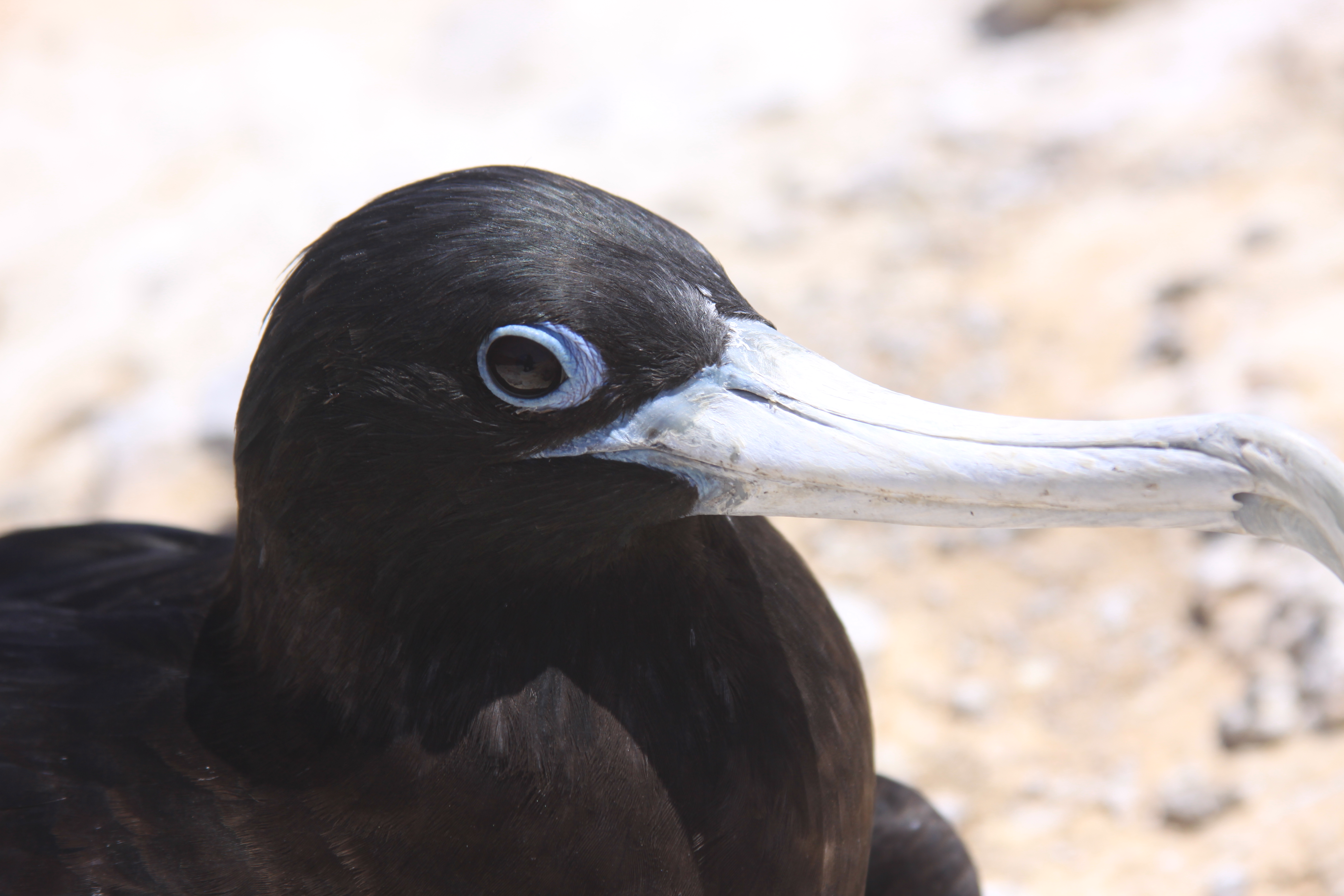
Hembra Adulta

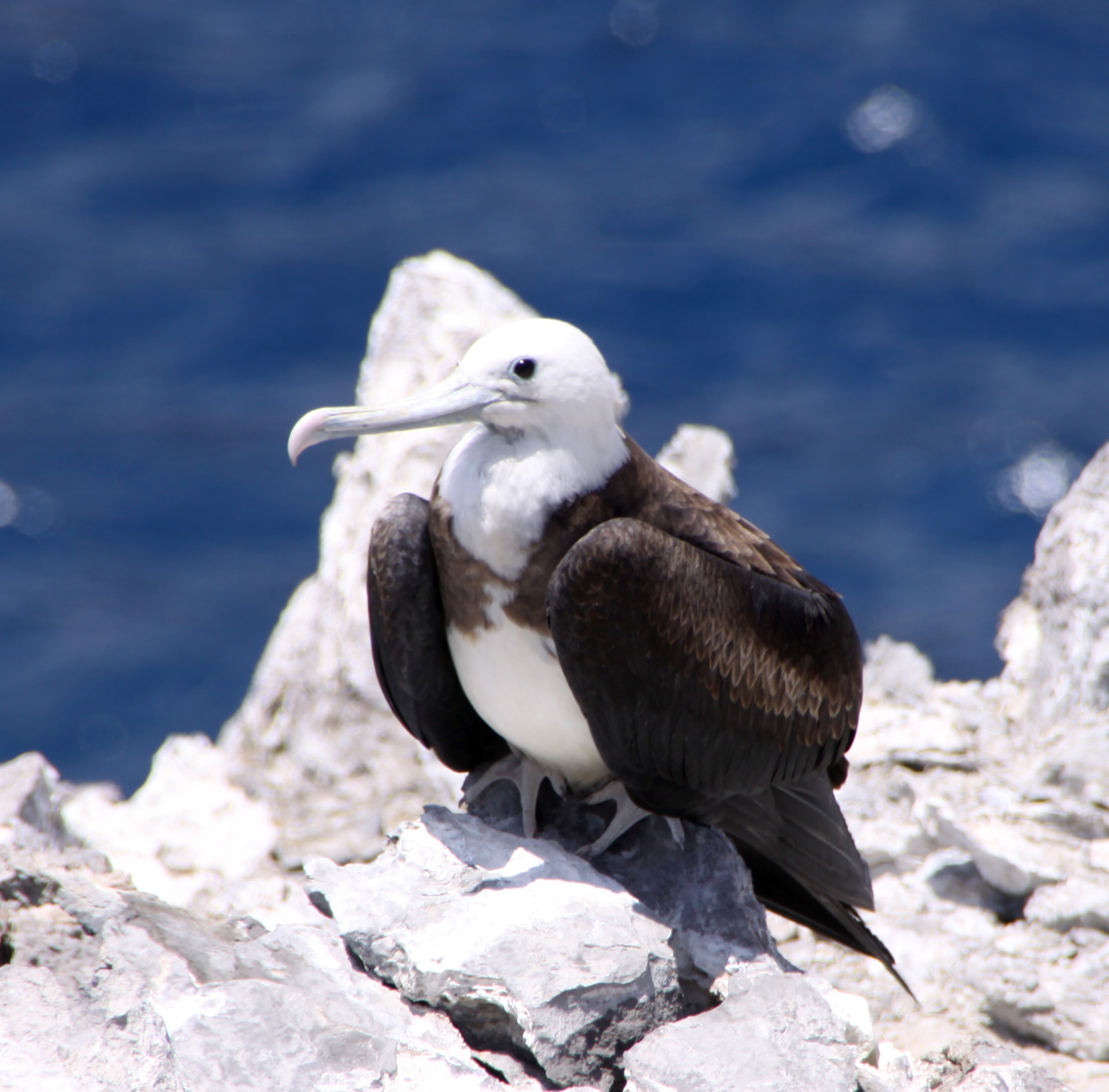
Juvenil

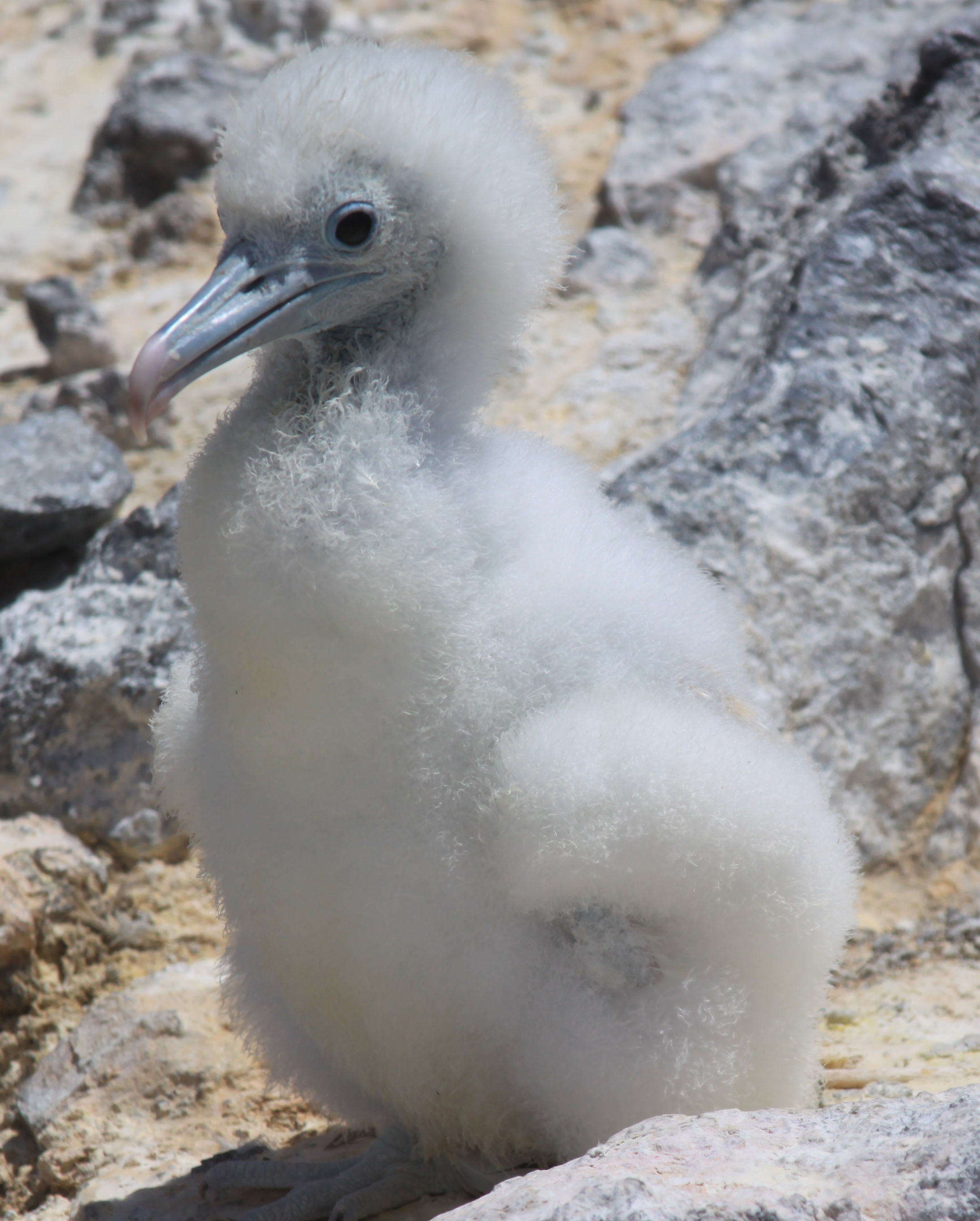
polluelo

La especie es clasificada como vulnerable. Censos efectuados en el año 1997 estimaron que su población comprendía entre 5000 y 10 000 individuos. Datos de censos realizados en 2001 y 2002 sugieren que su población comprende 12 500 individuos maduros. Análisis basados en nuevos censos, junto con datos históricos, apuntan a una población estable.